# Pseudophaloe ninonia
Pseudophaloe ninonia är en fjärilsart som beskrevs av Druce 1884. Pseudophaloe ninonia ingår i släktet Pseudophaloe och familjen björnspinnare. Inga underarter finns listade.